# Татарчук, Валентин Иванович
Валентин Иванович Татарчук (28 сентября 1937, Днепропетровск Украинская ССР — 7 июня 2023, Москва, Россия) — член политсовета партии «Демократический выбор России», депутат Государственной Думы Первого созыва (1993—1995), ответственный депутат «Выбор России».

## Первый этап биографии
Родился 28 сентября 1937 года в Днепропетровске, украинец.
С 1955 года — откатчик на шахте «Макеевская южная». В 1961 году окончил Ленинградскую лесотехническую академию по специальности «инженер-технолог». Затем с 1961 по 1969 работал на Кондопожском целлюлозно-бумажном комбинате (Карелия) накатчиком, сушильщиком, мастером, заместителем начальника цеха, начальником целлюлозного завода, заместителем начальника производственно-технического отдела, главным технологом комбината.
В 1969-август 1991 — член КПСС. С 1969 по 1975 год был главным инженером, затем директором Ляскельского комбината в Карелии. В период 1975-1989 гг. — директором Соликамского целлюлозно-бумажного комбината им. 60-летия Союза ССР (Пермская область).

## Политическая деятельность
В 1989 году стал народным депутатом СССР по квоте КПСС (так называемая «красная сотня»).
В Верховном Совете СССР был заместителем председателя Комиссии Совета Союза по вопросам развития промышленности, а затем председателем подкомитета по вопросам экономической безопасности. Входил в Межрегиональную депутатскую группу. Если первоначально по его словам «была эйфория: „Сейчас все решим!“», но потом, «когда несколько раз столкнулись с непрошибаемостью вопросов — энтузиазм стал снижаться… расстояние между межрегиональной группой и остальным составом росло».
В 1992-1993 годах вице-президент акционерного общества-корпорации «Российские лесопромышленники».
В 1993 году избран депутатом Государственной думы Федерального Собрания Российской Федерации первого созыва по федеральному списку блока «Выбор России» и вошёл в одноимённую «фракцию». Был замом председателя комитета по промышленности, строительству, транспорту и энергетике. Позднее в целом характеризовал работу этого комитета как неудачную, связывая это, в том числе, с личностью его председателя (В. К. Гусев, представитель ЛДПР). Так В. И. Татарчук отмечал: «В целом, контакты с правительством по промышленности я бы назвал неудовлетворительными. Даже весьма неудовлетворительными. В комитете было несколько человек — мы старались те экономические вопросы, которые считали наиболее важными, продвигать. Но получали мощное сопротивление со стороны других членов комитета, в первую очередь от членов фракции ЛДПР».
С марта 1994 года до истечения полномочий Государственной Думы первого созыва — ответственный секретарь фракции «Выбор России». В марте 1994 года член инициативной группы по созданию партии Демократический выбор России (ДВР). На учредительном съезде партии Демократический выбор России (ДВР), избран членом Политсовета и заместителем председателя исполкома.
В марте 1995 года после отставки председателя исполкома ДВР Олега Бойко был утвержден пленумом Совета ДВР и. о. председателя исполкома ДВР. С июня 1995 года — председатель исполкома.
В 1995 баллотировался в Государственную Думу II созыва от блока «Демократический выбор России — объединённые демократы» (ДВР-ОД), который не преодолел 5%-ный барьер.
В сентябре 1996 года на съезде ДВР был переизбран членом Политсовета и избран одним из двух заместителей председателя партии.
Не участвовал в формировании коалиции «Правое дело» и не вступил во вновь образовавшийся Союз правых сил.

## Личная жизнь
Был женат, воспитал двоих детей.